# Rubus abchaziensis
Rubus abchaziensis, biljna rsta u rodu kupina. Endem je u Abhaziji, Gruzija.